# Sato Harue
Sato Harue (佐藤 春詠, sinh ngày 1 tháng 1 năm 1976) là một cựu cầu thủ bóng đá nữ người Nhật Bản.

## Đội tuyển bóng đá nữ quốc gia Nhật Bản
Sato Harue thi đấu cho đội tuyển bóng đá nữ quốc gia Nhật Bản từ năm 2000 đến 2002.

## Thống kê sự nghiệp
| Nhật Bản  | Nhật Bản | Nhật Bản |
| Năm       | Trận     | Bàn      |
| --------- | -------- | -------- |
| 2000      | 4        | 1        |
| 2001      | 9        | 3        |
| 2002      | 4        | 0        |
| Tổng cộng | 17       | 4        |